# Neder-Lausitzse voetbalbond
De Neder-Lausitze voetbalbond (Duits: Verband Niederlausitzer Ballspiel-Vereine) was een regionale voetbalbond voor voetbalclubs uit de regio Neder-Lausitz.

## Geschiedenis
De VNBV werd in het voorjaar van 1900 opgericht door SC Viktoria 1897 Cottbus. Buiten Victoria behoorden ook SC Alemannia 1896 Cottbus, TuFC Britannia Cottbus, FC Rapide 1899 Sandow en FV Brandenburg 1899 Sandow. 
Zoals in vele gebieden in Duitsland kwam het voetbal overgewaaid uit de rijkshoofdstad Berlijn. Wilhelm Mischke uit Cottbus introduceerde het voetbal in 1893 in zijn thuishaven na een bezoek aan Berlijn. In de zomer van 1893 werd de eerste voetbalclub van Neder-Lausitz opgericht, FC Germania Cottbus. Deze club nam in 1896 de naam SC Alemannia 1896 Cottbus aan. Omdat er in de buurt geen andere voetbalclubs waren werd er aanvankelijk zo nu en dan tegen een Berlijnse club gespeeld. In maart 1897 werd er een tweede club opgericht, FC Fidel Cottbus dat in oktober van dat jaar de naam SC Victoria 1897 Cottbus aannam. 
In het voorjaar van 1898 werd dan TuFC Britannia Cottbus opgericht. Er werd ook geprobeerd om in Sandow, een voorstad van Cottbus, een voetbalclub op te richten dat jaar, maar dit lukte pas in 1899. Begin 1899 werd FC Rapide 1899 Sandow opgericht en in mei 1899 FV Brandenburg 1899 Sandow. 
In oktober 1900 werd begonnen met een kampioenschap, maar dit werd niet voltooid omdat een aantal clubs zich terugtrokken. Op Brandenburg na hadden de andere teams moeilijkheden om genoeg spelers op te stellen omdat het aantal leden nogal schommelde. Ergens in het voorjaar of de zomer van 1901 werd de voetbalbond ontbonden. Eind september werd een nieuwe poging gedaan, maar ook dit lukte niet.
De volgende jaren werd er geen kampioenschap gespeeld. Pas op 17 januari 1904 werd de VNBV heropgericht. Van maart tot mei werden kwalificatiewedstrijden gespeeld om te beoordelen hoe sterk de teams waren en in welke klasse ze ingedeeld moesten worden. Er waren genoeg teams voor drie klassen en er namen ook teams uit Forst deel. In de eerste klasse speelden zes teams, in de tweede klasse vijf en in de derde klasse de reserveteams van de eersteklassers. Er werden almaar meer clubs opgericht, die de speelsterkte van de clubs uit Cottbus snel bijbeenden. In het tweede seizoen kwam er ook nog een vierde klasse. 
Op 12 augustus werd de bond opgeheven en ging op in de Zuidoost-Duitse voetbalbond. De competitie bleef gewoon verder bestaan en de kampioen plaatste zich voor de Zuidoost-Duitse eindronde.

## Overzicht kampioenen
- Seizoen 1900/01:
  - 1. Klasse: SC Alemannia 1896 Cottbus
- Seizoen 1904/05:
  - 1. Klasse: SC Alemannia 1896 Cottbus
  - 2. Klasse: FC Amictia 1901 Forst
  - 3. Klasse: SC Alemannia 1896 Cottbus II

- Seizoen 1905/06:
  - 1. Klasse: FV Brandenburg 1899 Cottbus
  - 2. Klasse: BC Askania 1901 Forst
  - 3. Klasse: FV Brandenburg 1899 Cottbus II
  - 4a Klasse: onbekend
  - 4b Klasse: onbekend